# Psophocarpus lukafuensis
Psophocarpus lukafuensis är en ärtväxtart som först beskrevs av De Wild., och fick sitt nu gällande namn av Rudolf Wilczek. Psophocarpus lukafuensis ingår i släktet Psophocarpus och familjen ärtväxter. Inga underarter finns listade i Catalogue of Life.